# 細川成賢
細川 成賢（ほそかわ しげかた）は、室町時代後期の武将。実兄は細川勝元。細川持賢の養子。

## 生涯
「成」の字は8代将軍・足利義政から偏諱の授与を受けた。
小侍所に任ぜられていた。